# Adwick le Street
Adwick le Street – wieś w Anglii, w hrabstwie ceremonialnym South Yorkshire, w dystrykcie metropolitalnym Doncaster. Leży 26 km na północny wschód od miasta Sheffield i 239 km na północ od Londynu. Miejscowość liczy 10 507 mieszkańców.